# Diocèse d'Impfondo
Le diocèse d'Impfondo est une juridiction de l'Église catholique en république du Congo, suffragant de l'archidiocèse d'Owando et couvrant le département de la Likouala.

## Histoire
Le 30 octobre 2000, la préfecture apostolique de la Likouala est établie à partir de territoires du diocèse de Ouesso. La juridiction est alors suffragante de l'archidiocèse de Brazzaville. Son siège est la cathédrale Saint-Paul d'Impfondo.
Le 11 février 2011, le pape Benoît XVI élève la préfecture apostolique au rang de diocèse,. Le premier évêque du diocèse est le français Jean Gardin, C.S.Sp., l'un des derniers prêtres d'origine européenne à être nommé évêque en Afrique noire.
Le 30 mai 2020, le diocèse devient suffragant de l'archidiocèse d'Owando.

## Ordinaires

### Préfet apostolique de la Likouala
- Jean Gardin, C.S.Sp. (30 octobre 2000 - 11 février 2011), promu évêque d'Impfondo

### Évêques d'Impfondo
- Jean Gardin, C.S.Sp. (11 février 2001 - 12 décembre 2019)
- Daniel Nzika (depuis le 12 décembre 2019)[4]